# Nadine Visser
Nadine Visser (Hoorn, 9 de febrero de 1995) es una deportista neerlandesa que compite en atletismo, especialista en las carreras de vallas.
Ganó una medalla de bronce en el Campeonato Mundial de Atletismo en Pista Cubierta de 2018, una medalla de bronce en el Campeonato Europeo de Atletismo de 2024 y cuatro medallas en el Campeonato Europeo de Atletismo en Pista Cubierta entre los años 2019 y 2025. En los Juegos Europeos de Cracovia 2023 consiguió una medalla de plata en los 100 m vallas.
Participó en tres Juegos Olímpicos de Verano, entre los años 2016 y 2024, ocupando el quinto lugar en Tokio 2020 y el cuarto en París 2024, en la prueba de 100 m vallas.

## Palmarés internacional
| Campeonato Mundial en Pista Cubierta | Campeonato Mundial en Pista Cubierta | Campeonato Mundial en Pista Cubierta | Campeonato Mundial en Pista Cubierta |
| Año                                  | Lugar                                | Medalla                              | Prueba                               |
| ------------------------------------ | ------------------------------------ | ------------------------------------ | ------------------------------------ |
| 2018                                 | Birmingham (Reino Unido)             | Medalla de bronce                    | 60 m vallas                          |
| Juegos Europeos                      |                                      |                                      |                                      |
| Año                                  | Lugar                                | Medalla                              | Prueba                               |
| 2023                                 | Chorzów (Polonia)                    | Medalla de plata                     | 100 m vallas                         |
| Campeonato Europeo                   |                                      |                                      |                                      |
| Año                                  | Lugar                                | Medalla                              | Prueba                               |
| 2024                                 | Roma (Italia)                        | Medalla de bronce                    | 4 × 100 m                            |
| Campeonato Europeo en Pista Cubierta |                                      |                                      |                                      |
| Año                                  | Lugar                                | Medalla                              | Prueba                               |
| 2019                                 | Glasgow (Reino Unido)                | Medalla de oro                       | 60 m vallas                          |
| 2021                                 | Toruń (Polonia)                      | Medalla de oro                       | 60 m vallas                          |
| 2023                                 | Estambul (Turquía)                   | Medalla de plata                     | 60 m vallas                          |
| 2025                                 | Apeldoorn (Países Bajos)             | Medalla de plata                     | 60 m vallas                          |